# US Open 2000 (tennis, gemengddubbel)
Op de US Open 2000 speelden de vrouwen en mannen de wedstrijden in het gemengd dubbelspel van 30 augustus tot en met 10 september 2000.

## Algemeen

### Samenvatting
Titelverdedigers Ai Sugiyama en Mahesh Bhupathi waren het vijfde reekshoofd. Zij sneuvelden al in de eerste ronde.
Het Australische team Rennae Stubbs en Todd Woodbridge was als eerste geplaatst. Zij bereikten de halve finale, waarin zij werden verslagen door het vierde reekshoofd, Anna Koernikova en Maks Mirni.
Het als tweede geplaatste duo Arantxa Sánchez Vicario / Jared Palmer won het toernooi. In de finale zegevierden zij in twee sets over het als vierde geplaatste koppel Anna Koernikova en Maks Mirni. Het was hun eerste gezamenlijke titel. Sánchez Vicario had daarnaast drie eerdere dubbelspeltitels met andere partners; Palmer een.
De Nederlander Paul Haarhuis was samen met Russin Jelena Lichovtseva als derde geplaatst – dit team bereikte de halve finale, waarin zij werden uitgeschakeld door de latere winnaars. De beide deelnemende Nederlandse dames, Kristie Boogert (samen met Australiër Mark Woodforde) en Caroline Vis (samen met Australiër Andrew Kratzmann) kwamen niet voorbij de eerste ronde.

### Geplaatste teams
| Nr. | Team                                 | Resultaat    | Uitgeschakeld door                   |    | Nr.                                | Team         | Resultaat                        | Uitgeschakeld door |
| --- | ------------------------------------ | ------------ | ------------------------------------ | -- | ---------------------------------- | ------------ | -------------------------------- | ------------------ |
| 1.  | Rennae Stubbs Todd Woodbridge        | halve finale | Anna Koernikova Maks Mirni           | 5. | Ai Sugiyama Mahesh Bhupathi        | eerste ronde | Karina Habšudová David Rikl      |                    |
| 2.  | Arantxa Sánchez Vicario Jared Palmer | winnaars     |                                      | 6. | Barbara Schett Joshua Eagle        | kwartfinale  | Anna Koernikova Maks Mirni       |                    |
| 3.  | Jelena Lichovtseva Paul Haarhuis     | halve finale | Arantxa Sánchez Vicario Jared Palmer | 7. | Martina Hingis Jan-Michael Gambill | kwartfinale  | Jelena Lichovtseva Paul Haarhuis |                    |
| 4.  | Anna Koernikova Maks Mirni           | finale       | Arantxa Sánchez Vicario Jared Palmer | 8. | Paola Suárez Jaime Oncins          | tweede ronde | Åsa Carlsson Nicklas Kulti       |                    |

## Toernooischema
| Legenda | Legenda                  |
| ------- | ------------------------ |
| Q       | Qualifier                |
| WC      | Deelname via wildcard    |
| LL      | Lucky Loser              |
| r       | Opgave / trok zich terug |
| w/o     | Walk-over                |
| Alt     | Alternate                |
| SE      | Special Exempt           |
| PR      | Protected Ranking        |
| d       | Diskwalificatie          |

### Finale
| Finale |                                      |   |   |  |
|        |                                      |   |   |  |
| 4      | Anna Koernikova Maks Mirni           | 4 | 3 |  |
| 2      | Arantxa Sánchez Vicario Jared Palmer | 6 | 6 |  |

### Onderste helft
| Eerste ronde | Eerste ronde                         | Eerste ronde | Eerste ronde | Eerste ronde |  |     | Tweede ronde                         | Tweede ronde                       | Tweede ronde | Tweede ronde | Tweede ronde |  |  | Kwartfinale | Kwartfinale                          | Kwartfinale | Kwartfinale | Kwartfinale |  |  | Halve finale | Halve finale                         | Halve finale | Halve finale | Halve finale |
|              |                                      |              |              |              |  |     |                                      |                                    |              |              |              |  |  |             |                                      |             |             |             |  |  |              |                                      |              |              |              |
| 7            | Martina Hingis Jan-Michael Gambill   | 6            | 6            |              |  |     |                                      |                                    |              |              |              |  |  |             |                                      |             |             |             |  |  |              |                                      |              |              |              |
|              | Kimberly Po Donald Johnson           | 2            | 3            |              |  |     | 7                                    | Martina Hingis Jan-Michael Gambill | 6            | 6            |              |  |  |             |                                      |             |             |             |  |  |              |                                      |              |              |              |
|              | Tina Križan Andrew Florent           | 1            | 4            |              |  | Alt | Anne-Gaëlle Sidot Andrej Olchovski   | 1                                  | 4            |              |              |  |  |             |                                      |             |             |             |  |  |              |                                      |              |              |              |
| Alt          | Anne-Gaëlle Sidot Andrej Olchovski   | 6            | 6            |              |  |     |                                      |                                    |              |              |              |  |  | 7           | Martina Hingis Jan-Michael Gambill   |             |             |             |  |  |              |                                      |              |              |              |
|              | Alexandra Fusai Patrick Galbraith    | 6            | 6            |              |  |     |                                      |                                    |              |              |              |  |  | 3           | Jelena Lichovtseva Paul Haarhuis     | w           | /           | o           |  |  |              |                                      |              |              |              |
|              | Kristie Boogert Mark Woodforde       | 1            | 3            |              |  |     |                                      | Alexandra Fusai Patrick Galbraith  | 4            | 7            | 3            |  |  |             |                                      |             |             |             |  |  |              |                                      |              |              |              |
|              | Nicole Arendt Scott Humphries        | 3            | 4            |              |  | 3   | Jelena Lichovtseva Paul Haarhuis     | 6                                  | 5            | 6            |              |  |  |             |                                      |             |             |             |  |  |              |                                      |              |              |              |
| 3            | Jelena Lichovtseva Paul Haarhuis     | 6            | 6            |              |  |     |                                      |                                    |              |              |              |  |  |             |                                      |             |             |             |  |  | 3            | Jelena Lichovtseva Paul Haarhuis     | 4            | 4            |              |
| 5            | Ai Sugiyama Mahesh Bhupathi          | 3            | 1            |              |  |     |                                      |                                    |              |              |              |  |  |             |                                      |             |             |             |  |  | 2            | Arantxa Sánchez Vicario Jared Palmer | 6            | 6            |              |
|              | Karina Habšudová David Rikl          | 6            | 6            |              |  |     |                                      | Karina Habšudová David Rikl        | 5            | 6            | 7            |  |  |             |                                      |             |             |             |  |  |              |                                      |              |              |              |
|              | Julie Halard-Decugis Cyril Suk       | 4            | 4            |              |  |     | Sandrine Testud Diego Nargiso        | 7                                  | 4            | 5            |              |  |  |             |                                      |             |             |             |  |  |              |                                      |              |              |              |
|              | Sandrine Testud Diego Nargiso        | 6            | 6            |              |  |     |                                      |                                    |              |              |              |  |  |             | Karina Habšudová David Rikl          | 1           | 6           | 2           |  |  |              |                                      |              |              |              |
|              | Cara Black Mark Knowles              | 5            | 7            | 6            |  |     |                                      |                                    |              |              |              |  |  | 2           | Arantxa Sánchez Vicario Jared Palmer | 6           | 4           | 6           |  |  |              |                                      |              |              |              |
|              | Laura Montalvo Martín García         | 7            | 5            | 3            |  |     |                                      | Cara Black Mark Knowles            | 2            | 61           |              |  |  |             |                                      |             |             |             |  |  |              |                                      |              |              |              |
|              | Katarina Srebotnik Piet Norval       | 4            | 4            |              |  | 2   | Arantxa Sánchez Vicario Jared Palmer | 6                                  | 7            |              |              |  |  |             |                                      |             |             |             |  |  |              |                                      |              |              |              |
| 2            | Arantxa Sánchez Vicario Jared Palmer | 6            | 6            |              |  |     |                                      |                                    |              |              |              |  |  |             |                                      |             |             |             |  |  |              |                                      |              |              |              |